# Gyula Horváth (Politiker)
Gyula Horváth (* 15. September 1912 in Nagyvázsony; † 14. September 1992 im XI. Budapester Bezirk „Újbuda“, Budapest) war ein Politiker und Offizier in der Volksrepublik Ungarn sowie als Generalmajor (Vezérőrnagy) zwischen 1958 und 1960 Stellvertretender Minister im Innenministerium (Belügyminisztérium).

## Leben
Gyula Horváth, Sohn von Karolin Nyári, besuchte bis 1924 sechs Klassen der Grundschule und arbeitete bereits ab 1922 im Alter von zehn Jahren als Tagelöhner in seinem Geburtsort Nagyvázsony. Später absolvierte er eine Berufsausbildung zum Tischler beim Budapester Tischlermeister Ferenc Hilbert und war nach deren Abschluss von 1929 bis 1930 Tischlergeselle im Betrieb Gebrüder Koch. In den folgenden Jahren folgten weitere Tätigkeiten als Tischlergeselle wie von zwischen 1930 und dem 1. Mai 1931 in der Budapester Erzwarenfabrik Marc & Grossmann sowie von 1931 bis 1932 in Unternehmen Fischer. Daraufhin war er von 1932 bis 1933 Hilfsarbeiter in der Steinzeug-, Porzellan- und Ofenfabrik Rt. in Kispest, dem XIX. Budapester Bezirk, und zuletzt zwischen 1940 und Oktober 1945 Zimmerer in der Batteriefabrik Hoppecke.
Nach Ende des Zweiten Weltkrieges wurde Horváth Funktionär der Ungarischen Kommunistischen Partei MKP (Magyar Kommunista Párt) im X. Budapester Bezirk „Kőbánya“. Er war dort zunächst Kader und nach dem dreimonatigen Besuch der Parteischule der MKP 1946 zunächst stellvertretender Sekretär sowie zwischen 1946 und Mai 1948 Sekretär des Parteikomitees des Bezirks Kőbánya. Im Mai 1948 wurde er Parteisekretär der MKP in Pécs und nach der Zusammenlegung der MKP mit der Sozialdemokratischen Partei Ungarns MSZDP (Magyarországi Szociáldemokrata Párt) am 12. Juni 1948 Mitglied der daraus entstandenen Partei der Ungarischen Werktätigen MDP (Magyar Dolgozók Pártja), woraufhin er zwischen dem 12. Juni 1948 und dem 1. Februar 1949 Parteisekretär der MDP in Pécs fungierte.
Am 15. Februar 1949 wurde Gyula Horváth als Oberst (Ezredes) Mitarbeiter der Staatsschutzbehörde ÁVH (Államvédelmi Hatóság), in der er anfangs stellvertretender Leiter und dann Leiter der Unterabteilung BM ÁVH A/2 sowie zuletzt bis zum 12. Juni 1950 Leiter der Abteilung ÁVH IV war. In den folgenden Jahren verlor er seine Funktionen im Staats- und Parteiapparat und war zwischen 1954 und 1956 Parteisekretär der Vereinigten Glühlampen- und Elektrizitätswerkes IZZO (Egyesült Izzólámpa és Villamossági Rt). Nachdem im Zuge der Niederschlagung des Volksaufstandes (23. Oktober bis 4. November 1956) die Auflösung der bislang eigenständigen Staatsschutzbehörde ÁVO erfolgte und deren Aufgaben als Politische Polizei von der neuen Abteilung II Politische Ermittlungen (Politikai Nyomozó) vom Innenministerium übernommen wurden, wechselte er in die Zentrale des Innenministeriums und war dort wieder als Oberst nacheinander bis zum 12. Februar 1958 Leiter der Abteilung BM ORFKII und BM II. Am 13. Februar 1958 wurde er Stellvertretender Minister im Innenministerium (Belügyminisztérium) und war als solcher bis zum 6. April 1960 einer der Vertreter von Innenminister Béla Biszku. Zugleich fungierte er zwischen dem 13. Februar 1958 und dem 6. April 1960 auch Leiter der Personalabteilung des Innenministeriums. Am 6. April 1960 schied er unter gleichzeitiger Beförderung zum Generalmajor (Vezérőrnagy) aus dem Dienst des Innenministeriums. Danach wurde er im Oktober 1960 Leiter des Mitgliederverzeichnisses der Abteilung Partei- und Massenorganisationen des Zentralkomitees (ZK) der Ungarischen Sozialistischen Arbeiterpartei MSZMP (Magyar Szocialista Munkáspárt).

## Weblink
- Horváth Gyula. In: Historisches Archiv der Staatssicherheitsdienste (Állambiztonsági Szolgálatok Történeti Levéltára). Abgerufen am 2. März 2023 (ungarisch).

| Personendaten    | Personendaten                                                      |
| ---------------- | ------------------------------------------------------------------ |
| NAME             | Horváth, Gyula                                                     |
| KURZBESCHREIBUNG | ungarischer Politiker, stellvertretender Innenminister (1958–1960) |
| GEBURTSDATUM     | 15. September 1912                                                 |
| GEBURTSORT       | Nagyvázsony                                                        |
| STERBEDATUM      | 14. September 1992                                                 |
| STERBEORT        | XI. Budapester Bezirk „Újbuda“, Budapest                           |